# Alge
Alge (lat. Algae), široka skupina pretežno vodenih, fotosintetskih autotrofnih organizama (od jednostaničnih do višestaničnih) nalik na biljke poznate kao fitoplankton, bolje poznatija kao živi biljni organizam bez korijena, lišća ili cvjetova. Procjenjuje se da postoji više od 25.000 vrsta algi. Većina su uglavnom morske alge u oceanima; ostatak čine slatkovodne alge. Vodeni cvjetovi, vodene mahovine, morsko bilje ili morske trave - sve su to oblici algi. Alge su različitih veličina, od sićušna pikoplanktona koji se mora 1.000 puta povećati da bismo ga mogli vidjeti, pa sve do gigantskih trava u oceanima koje imaju i do 50 m dužine
Pripadaju u kraljevstva Prokariota i Protista a dijele se na:
- Kromisti:
  - Bacillariophyta Karsten, alge kremenjašice
  - Chrysophyceae Pascher, 1914, zlatne alge
  - Dinoflagellata Bütschli, dinoflagelati ili Svijetleći bičaši
  - Phaeophyceae smeđe alge
- Protozoa:
  - Euglenophyta Pascher, 1931, Zeleni bičaši
- Plantae:
  - Chlorophyceae Wille, zelene alge
  - Rhodophyta Wettstein, crvene alge

- Eubacteria:
  - Razred Cyanobacteria Stanier ex Cavalier-Smith, modrozelene alge ili cijanobakterije.

Zajednička osobina svih algi je vršenje fotosinteze pri kojem kao nusproizvod proizvode kisik (za razliku od nekih fotosintetskih bakterija). S iznimkom modrozelenih, alge su eukarioti tj. njihove stanice sadrže organele uključujući jezgru i mitohondrije odjeljene membranom od citoplazme. Eukariotske alge također sadrže kloroplast u kojem se nalazi pigmenti za absorpcije sunčeve energije tijekom procesa fotosinteze. Kod većine algi, uz ostale pigmente koji im daju karakterističnu obojenost (fikoeritrin - crvena, fikocijanin i alofikocijanin - plava, fukoksantin - smeđa, violaksantin - ljubičasta itd.), primarni pigment je klorofil (a).
Iako imaju mnogo sličnosti s kopnenim biljkama makroalge nisu prave biljke jer im nedostaje specijalizirani vaskularni sustav (provodni sustav za tekućinu i nutriente) korijen, stabljika, listovi (uzimaju hranjive tvari, tekućinu i plinove direktno iz vodenog stupca) te zatvoreni reproduktivni organi (cvijet ili šišarka). 
Za procvat alge trebaju samo minerale, sunčevo svjetlo i vodu, kako bi se spriječilo isušivanje. Biokemijske reakcije omogućuju algama stvaranje vlastite hrane iz okolnih plinova i minerala.

### Uporaba
Makroalge se upotrebljavaju kao hrana čovjeku. U azijskim zemljama alge se tradicionalno koriste u prehrani. Najveći potrošači danas su Japan, Kina i Koreja ali i Island, Irska i Kanada. 90% posto potražnje pokriva se akvakulturom algi a oko 10% prikupljanjem iz prirodnih staništa. Kina je najveći proizvođač jestivih algi, godišnje se sabire približno pet milijuna tona. Najveći dio otpada na proizvodnju “kombu”-a od smeđe alge Laminaria japonica
Japan proizvodi 600 000 tona jestivih algi godišnje gdje 75% otpada za proizvodnju “Nori-a” (tanka alga kojom se omotava riža za sushi). Nori se proizvodi od vrsta Porphyra.
Alge se mogu koristiti kao dodatak hrani. Od smeđih algi koje se sabiru, melju i suše proizvodi se algino brašno (kaša) koje se koristi kao dodatak hrani za stoku.
Visoka koncentracija vlakna zadržava vlagu a koncentracija minerala koje alge sadrže obogaćuje tlo te je izvor elemenata u tragovima. Stoga alge se mogu koristiti i kao visokovrijedno gnojivo.
Neke makroalge imaju sposobnost apsorpcije iona teških metala iz onečišćenih voda, kao npr. cink ili kadmij.
Ispusne vode iz uzgajališta često sadrže veliku količinu organskih tvari koje stvaraju probleme za život u obližnjim vodama. Makroalge su sposobne iskoristiti onečišćenje kao izvor hranjivih tvari za svoj metabolizam i time pročišćavaju vodu.
Izolirane tvari kao što su agar, alginati i karaginan izdvajaju se iz raznih crvenih i smeđih algi te imaju široku primjenu u raznim industrijama (kozmetičkoj, farmaceutskoj, kemijskoj, prehrambenoj, tekstilnoj...).